# Harry Broadbent
Pour les articles homonymes, voir Broadbent.
Temple de la renommée : 1962
Harold Lawton Broadbent, dit Punch ou Harry Broadbent, (né le 13 juillet 1892 à Ottawa au Canada — mort le 6 mars 1971 à Ottawa) est un joueur professionnel canadien de hockey sur glace qui évoluait au poste d'ailier droit,.

## Carrière
Broadbent commence sa carrière professionnelle lorsqu'il rejoint, en 1912, les Sénateurs d'Ottawa dans l'Association nationale de hockey. Il stoppe temporairement sa carrière en 1915 pour participer à la Première Guerre mondiale d'où il revient honoré par une médaille militaire trois ans plus tard. Il signe comme agent libre alors à nouveau les Senateurs qui ont, entre-temps, rejoint la toute nouvelle Ligue nationale de hockey. Avec sa franchise, il remporte la Coupe Stanley en 1920. Le 30 décembre 1920, il est envoyé à Hamilton avec Sprague Cleghorn mais les deux joueurs refusent ce transfert. Hamilton cède alors les droits de Broadbent à Montréal contre une somme d'argent. Broadbent refuse à nouveau ce transfert et il est finalement de retour avec les Sénateurs en février avec lesquels il termine la saison et remporte une nouvelle Coupe Stanley.
Lors de la saison 1921-1922, il termine meilleur buteur, meilleur passeur et meilleur pointeur en établissant un record de 16 matchs consécutifs avec au moins un but marqué entre le 21 décembre 1921 et le 15 février 1922. La saison suivante, il remporte une nouvelle coupe Stanley avec les Sénateurs.
Il est ensuite échangé aux Maroons de Montréal en compagnie de Clint Benedict contre une somme d'argent, échange qu'il accepte cette fois-ci. Avec les Maroons, il remporte une quatrième et dernière coupe Stanley en 1926.
Il est de retour à Ottawa en 1927 lors d'un échange l'impliquant ainsi qu'une somme de 22 500 dollars contre Hooley Smith. Il ne reste qu'une saison à Ottawa puis est à nouveau échangé contre une somme d'argent aux Americans de New York où il joue sa dernière saison dans la LNH.

## Statistiques
Pour les significations des abréviations, voir Statistiques du hockey sur glace.
| Saison     | Équipe                | Ligue      |     | Saison régulière | Saison régulière | Saison régulière | Saison régulière | Saison régulière |    | Séries éliminatoires | Séries éliminatoires | Séries éliminatoires | Séries éliminatoires | Séries éliminatoires |
| Saison     | Équipe                | Ligue      | PJ  | B                | A                | Pts              | Pun              | PJ               | B  | A                    | Pts                  | Pun                  |                      |                      |
| 1912-1913  | Sénateurs d'Ottawa    | ANH        | 20  | 20               | 0                | 20               | 15               | --               | -- | --                   | --                   | --                   |                      |                      |
| 1913-1914  | Sénateurs d'Ottawa    | ANH        | 17  | 6                | 7                | 13               | 61               | --               | -- | --                   | --                   | --                   |                      |                      |
| 1914-1915  | Sénateurs d'Ottawa    | ANH        | 20  | 24               | 3                | 27               | 115              | --               | -- | --                   | --                   | --                   |                      |                      |
| 1918-1919  | Sénateurs d'Ottawa    | LNH        | 8   | 4                | 3                | 7                | 12               | 5                | 2  | 2                    | 4                    | 28                   |                      |                      |
| 1919-1920  | Sénateurs d'Ottawa    | LNH        | 21  | 19               | 6                | 25               | 40               | 4                | 0  | 0                    | 0                    | 3                    |                      |                      |
| 1920-1921  | Sénateurs d'Ottawa    | LNH        | 9   | 4                | 1                | 5                | 10               | 6                | 2  | 2                    | 4                    | 4                    |                      |                      |
| 1921-1922  | Sénateurs d'Ottawa    | LNH        | 24  | 32               | 14               | 46               | 28               | 2                | 0  | 1                    | 1                    | 8                    |                      |                      |
| 1922-1923  | Sénateurs d'Ottawa    | LNH        | 24  | 14               | 1                | 15               | 34               | 8                | 6  | 1                    | 7                    | 12                   |                      |                      |
| 1923-1924  | Sénateurs d'Ottawa    | LNH        | 22  | 9                | 4                | 13               | 44               | 2                | 0  | 0                    | 0                    | 2                    |                      |                      |
| 1924-1925  | Maroons de Montréal   | LNH        | 30  | 14               | 6                | 20               | 75               | --               | -- | --                   | --                   | --                   |                      |                      |
| 1925-1926  | Maroons de Montréal   | LNH        | 36  | 12               | 5                | 17               | 112              | 8                | 3  | 1                    | 4                    | 36                   |                      |                      |
| 1926-1927  | Maroons de Montréal   | LNH        | 42  | 9                | 5                | 14               | 88               | 2                | 0  | 0                    | 0                    | 0                    |                      |                      |
| 1927-1928  | Sénateurs d'Ottawa    | LNH        | 43  | 3                | 2                | 5                | 62               | 2                | 0  | 0                    | 0                    | 0                    |                      |                      |
| 1928-1929  | Americans de New York | LNH        | 44  | 1                | 4                | 5                | 59               | 2                | 0  | 0                    | 0                    | 2                    |                      |                      |
| Totaux LNH | Totaux LNH            | Totaux LNH | 303 | 121              | 51               | 172              | 564              | 23               | 4  | 6                    | 10                   | 60                   |                      |                      |

## Honneurs et récompenses
En 1962, il est intronisé au temple de la renommée du hockey.